# 内梅特·伊姆赖
内梅特·伊姆赖（匈牙利語：Németh Imre，1917年9月23日—1989年8月18日），匈牙利男子田径运动员。他曾代表匈牙利参加1948年和1952年夏季奥林匹克运动会田径比赛，共获得一枚金牌和一枚铜牌。